# Алкотестер

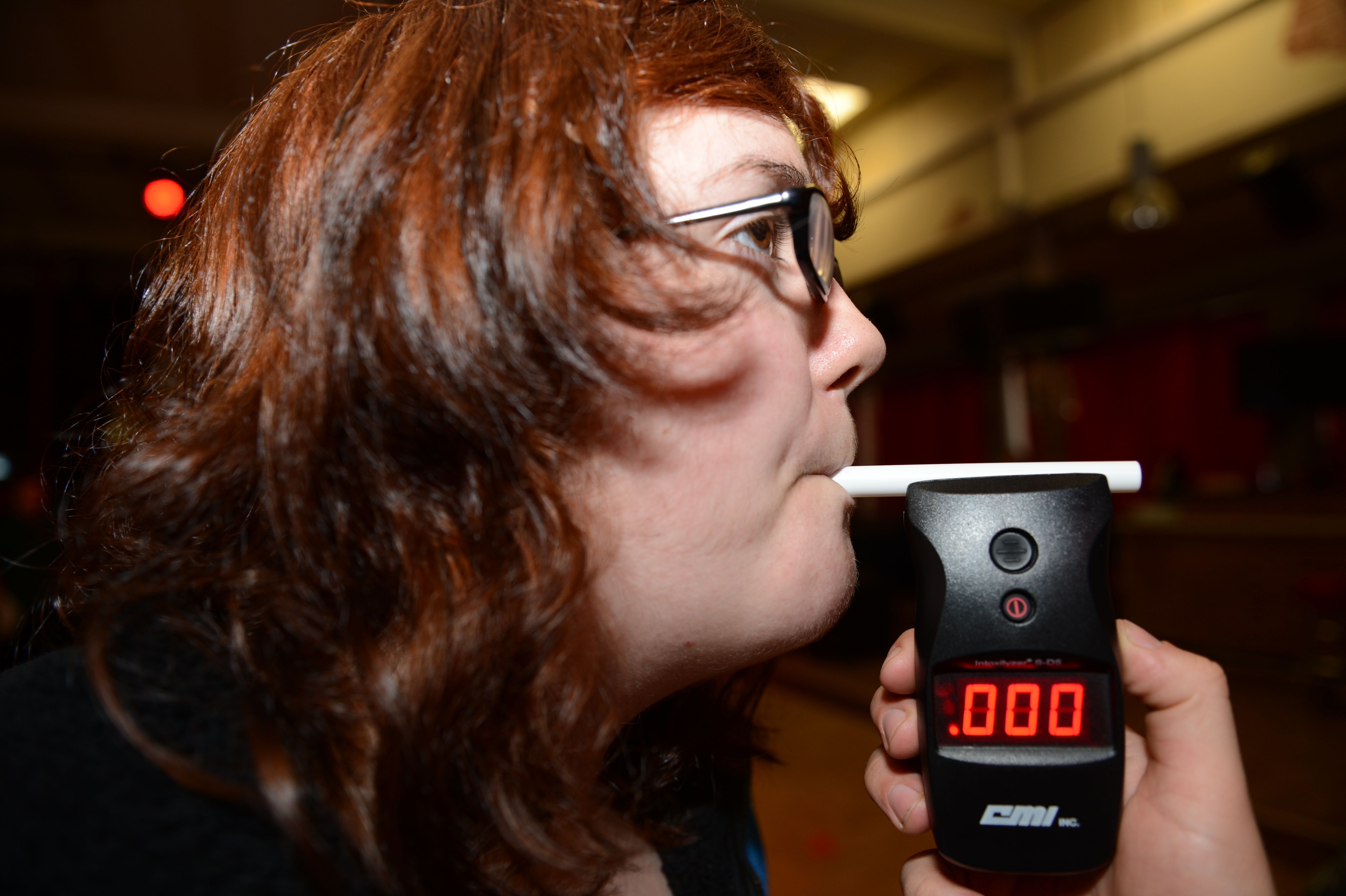
Алкотестер

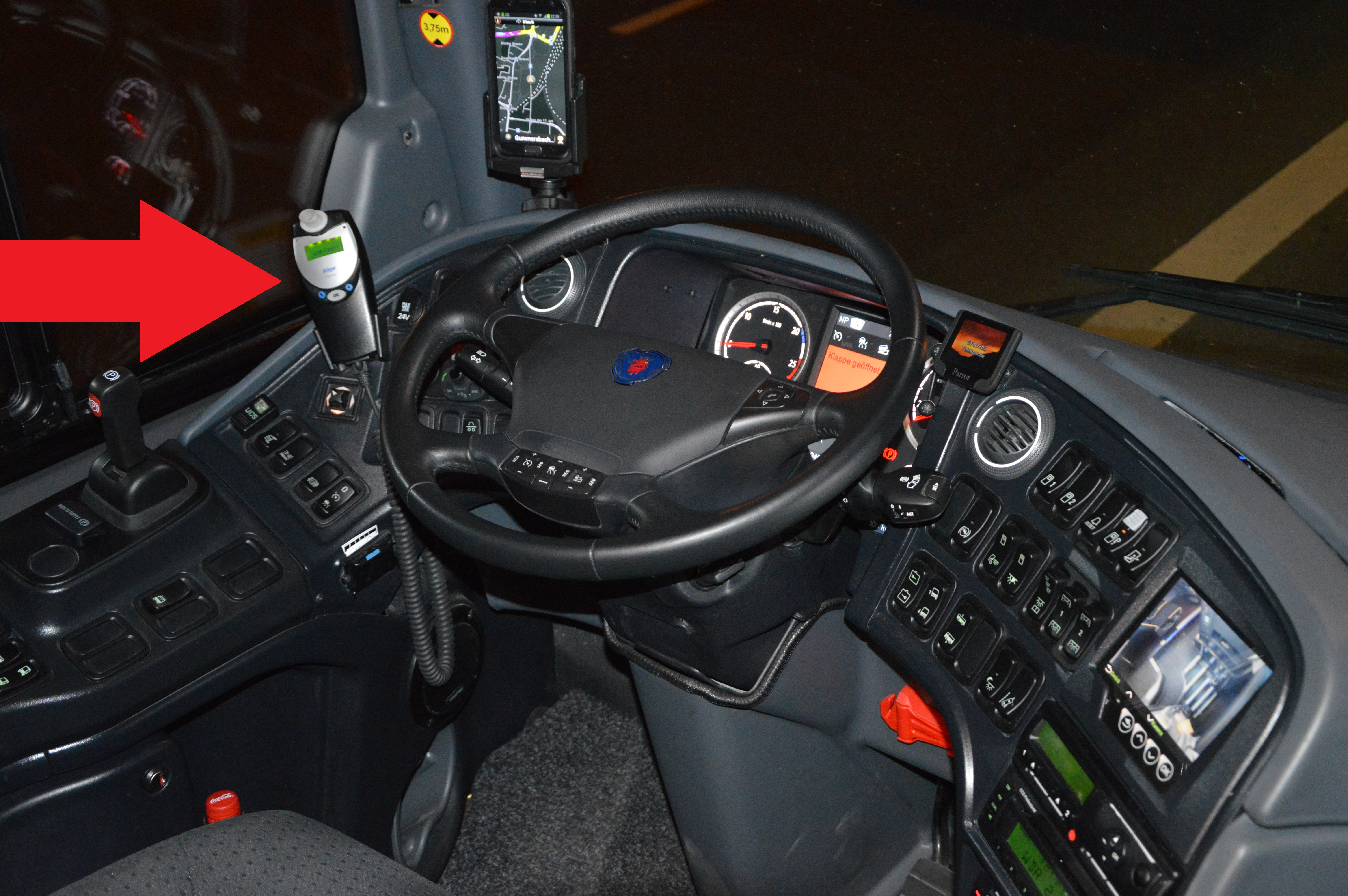
Вбудований алкотестер в автомобіль (Алкогольний замок)

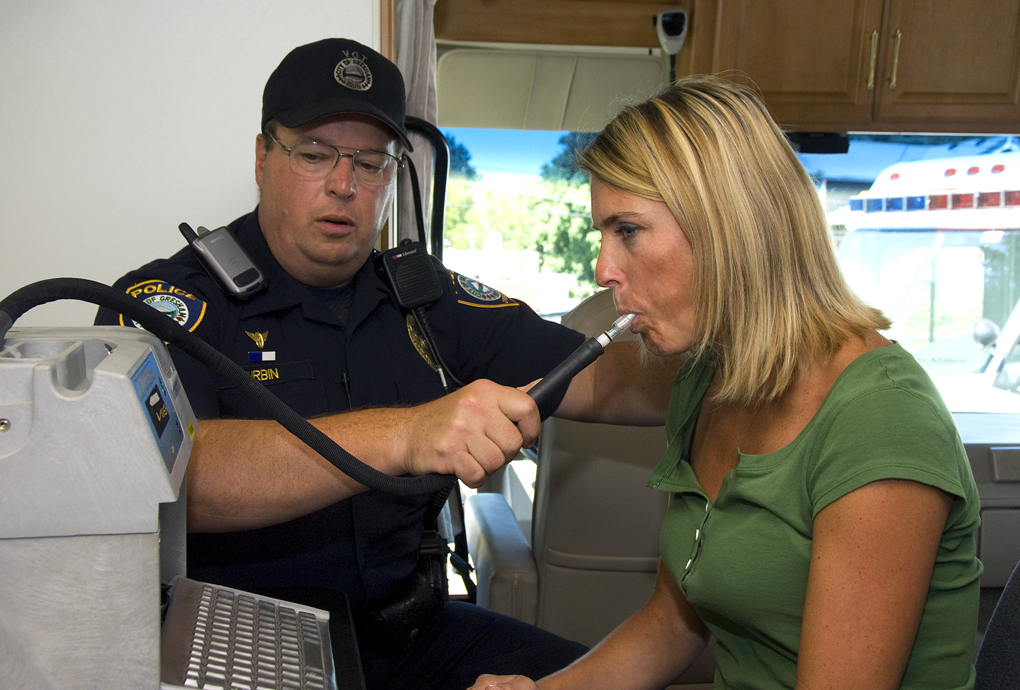
Поліцейський перевіряє жінку алкотестером

Алкотестер (аналізатор дихання, алкометр, алкометр) — засіб вимірювань, призначений для вимірювання концентрації алкоголю в повітрі, що видихається людиною або в крові людини по повітрю, що видихається. Його похибка нормована, він підлягає метрологічній повірці .

## Історія
Перші зразки алкотестерів з'явилися на початку 1930-х років у США і могли лише показувати факт наявності алкоголю в крові, визначати кількість були ще не в змозі.
Регулярно вони почали використовуватися поліцію з 1939 року, проте можливості їх почали наближатися до сучасних лише за кілька десятиліть.
Перша «дихальна трубка» була запатентована німецькою фірмою Dräger у 1953 році.

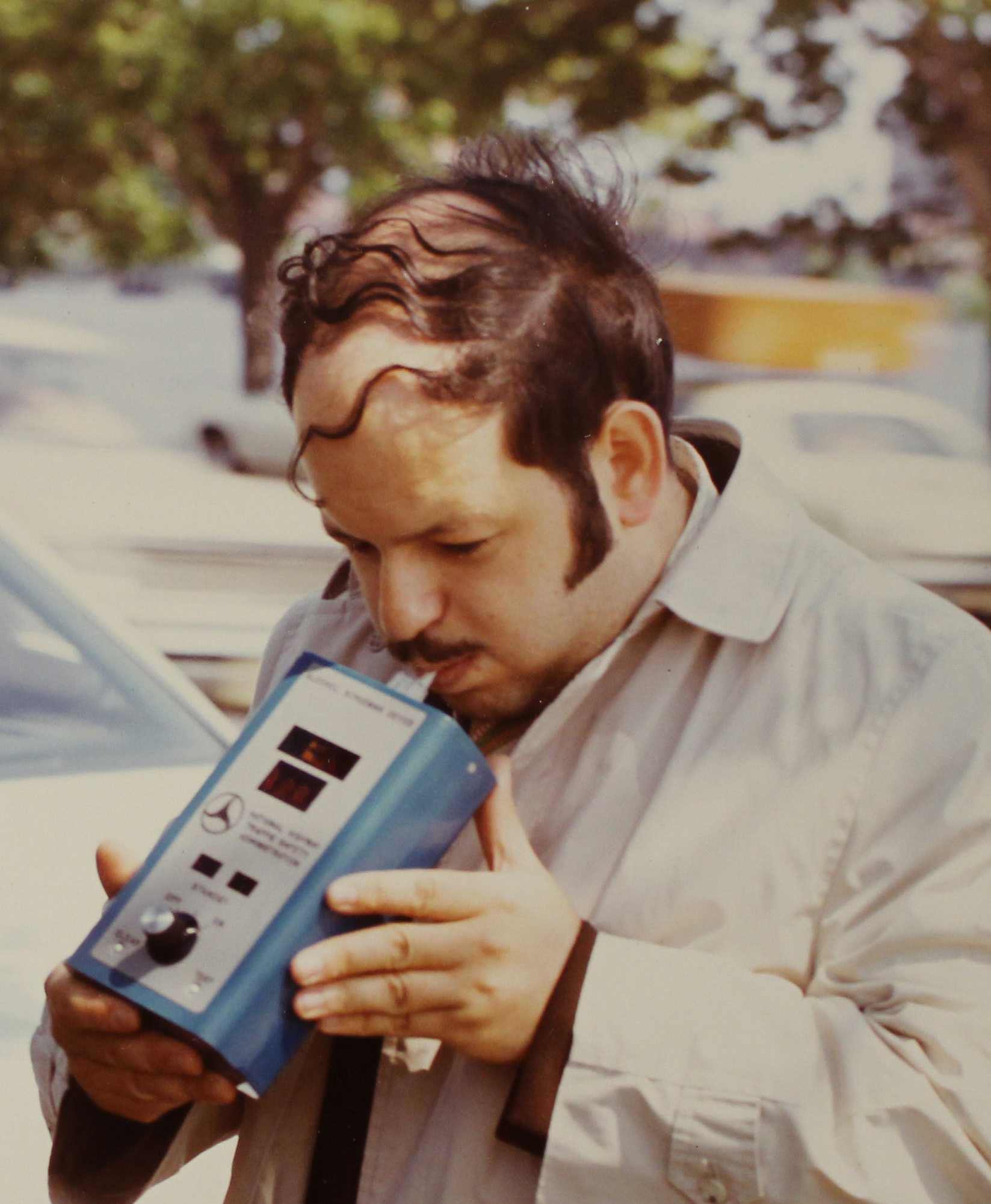
перевірка електронним алкотестером 1972 рік

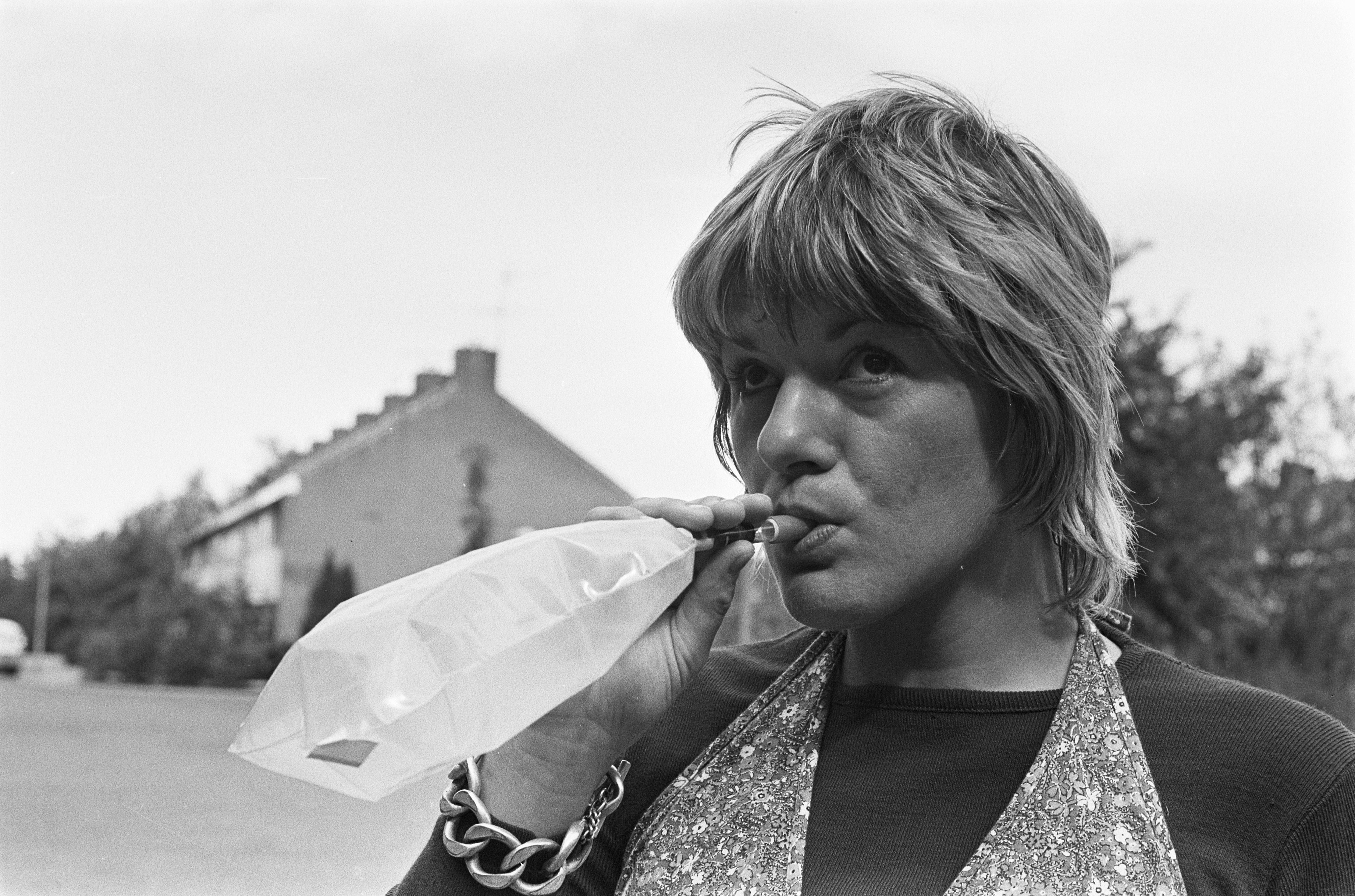
Дихальна трубка (пакет із трубкою) 1974 рік

В Україні перевіряти водіїв транспортних засобів щодо утримання алкоголю почали з 1960-х років, ще за часів СРСР. Для цього використовувалися так звані трубки Мохова-Шинкаренка. При вдиханні в цю трубку парів алкоголю, її вміст змінював колір із жовтого на зелений. Застосовувалася також і проба Раппопорта, коли в пробірку з калієм з водієм, що видихається, повітрям, що містить вуглекислий газ, капали марганцівку. Якщо спирт у повітрі, що видихається, утримувався, то калій знебарвлювався. Однак обидва методи не показували кількість проміле алкоголю у крові.
Електронні алкотестери в СРСР почали з'являтися з кінця 1980-х.

## Класифікація алкотестерів

### По кількості щоденних тестів
По кількості щоденних тестів, які провадяться на приладі, алкотестери діляться на чотири основні групи:
- професійні;
- спеціальні;
- індивідуальні (персональні);
- індикатори;

Головна відмінність алкотестера від індикатора, на якому є просто лампочки — наявність дисплея, який показує точність показання (в основному в цифровому відображенні), більш сучасні прилади здатні відображати результат з точністю до сотих часток, без заокруглення до цілого числа.

### По типу датчика
Датчик (сенсор) — конструктивно відокремлена запчастина алкотестера. Він проводить аналіз повітря, яке видихається особою, що перевіряється, в алкотестер, виявляючи в ньому часточки алкоголю та вираховує по їх кількості загальну концентрацію алкоголю в крові. Такий результат може бути вирахуваний в проміле, %BAC, мг/л та перерахований з однієї одиниці вимірювання в іншу за допомогою спеціальної таблиці.
За типом вбудованого в прилад датчика виділяють три групи алкотестерів:
1. Алкотестери з напівпровідниковим датчиком
2. Алкотестери з електрохімічним датчиком
3. Алкотестери з інфрачервоним датчиком